# Miasto Belgrad
Miasto Belgrad (serb. Grad Beograd / Град Београд) – stołeczna jednostka administracyjna w Serbii. W 2018 roku liczyła 1 690 193 mieszkańców, a w 2020 roku 1 694 480 mieszkańców.

## Podział administracyjny
Gminy miejskie wchodzące w skład miasta Belgrad:

- Barajevo
- Čukarica
- Grocka
- Lazarevac
- Mladenovac
- Nowy Belgrad
- Obrenovac
- Palilula
- Rakovica
- Savski Venac
- Sopot
- Stari grad
- Surčin
- Voždovac
- Vračar
- Zemun
- Zvezdara